# Ball-jointed doll

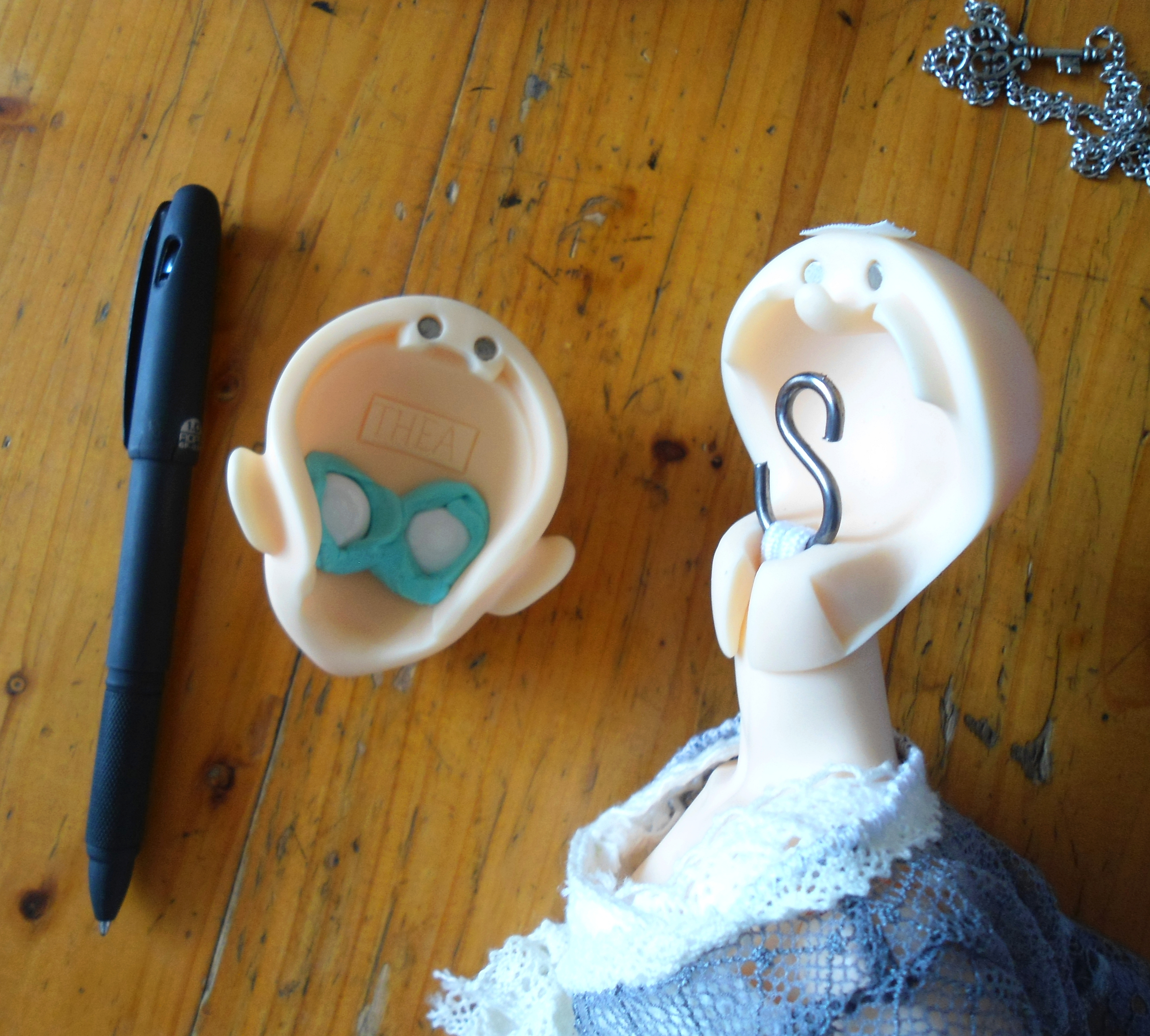

Ball-jointed Dolls (BJD's) of Asian Ball-jointed Dolls (ABJD’s) zijn poppen van kunsthars die gewoonlijk gemaakt worden in Oost-Aziatische landen. Ze zijn volledig beweegbaar door middel van kogelverbindingen in hals, schouders, ellebogen, polsen, romp, benen, knieën, enkels en soms zelfs de vingers. De poppen zijn geheel aan te passen – pruiken en ogen kunnen verwisseld worden evenals hoofden, handen en voeten, zodat de pop zelfs tot een “hybride”, samengesteld uit delen van verschillende firma’s, kan worden omgevormd.
Veel eigenaren beweren dat hun poppen levende mensen zijn geworden met hun eigenaardigheden en eigen persoonlijkheden. Dikwijls gaat een bezitter daarbij uit van een bestaand karakter uit een originele roman, webcomic (manga), of anime.

## Geschiedenis
Al vele eeuwen worden poppen met beweegbare gewrichten gemaakt, maar de eerste Aziatische ball-jointed doll werd in 1998 gemaakt door Akihiro Enku, een sculptor bij Zoukeimura.inc in Japan. Het verhaal gaat dat de eigenaar van het bedrijf de eerste BJD liet ontwerpen als cadeautje aan zijn vrouw. De poppen had beweegbare gewrichten en was geïnspireerd door de Japanse manga; grote ogen en een kleine neus en mond. Enku noemde zijn creatie Dollfie Dream, een samentrekking van 'doll' en 'figure'. Deze Dollfies waren gemaakt van vinyl, en de ogen konden erop geschilderd worden of worden aangebracht met stickers. 
Later kwam er een realistischere versie, de 60 cm grote Super Dollfie. Deze SD was in polyurethaanhars, een op porselein lijkende kunsthars gegoten, en was groter en zwaarder dan haar jongere zusje. Er was in het begin slechts één basismodel; een meisjespop die ook wel de Vier Zusters genoemd worden (Nana, Kira, Sara en Megu), omdat ze met vier verschillende pruikjes, make-ups en namen op de markt werden gebracht. De eerste hoofden, ook wel 'molds' genoemd, hadden dan ook relatief grote ogen en kleine neusjes; pas later kwam de trend om de molds steeds realistischer te maken. De lichamen waren vanaf het begin al anatomisch correct.
Het bedrijf Volks breidde de Super Dollfie lijn uit met diverse nieuwe molds, en de poppen werden populairder. Bedrijven die volgden waren het (inmiddels gestopte) Japanse bedrijf Rasendou, en van daaruit verspreidde het zich naar Zuid-Korea, waar nu de meeste fabrikanten zitten. Uiteindelijk bereikten de ball-jointed dolls ook China, waar nu de goedkopere BJD's vandaan komen. Toch blijft Volks door de hoge kwaliteit een populaire fabrikant.

## Vinyl versus kunsthars
Sommige BJD’s zoals Volks' Dollfie Dream/DDII en de poppen van Obistu zijn van vinyl gemaakt. Vinylpoppen worden geproduceerd in fabrieken die werken met goedkopere materialen en waardoor ze lichter en goedkoper zijn. Over het algemeen hebben ze daardoor echter de neiging om er minder realistisch en meer als een animatiefiguur uit te zien, maar de kwaliteit doet niet onder voor de poppen die gemaakt zijn van kunsthars.
Voordelen van kunsthars: minder gevoelig, makkelijk te bewerken, duurzamer.
Nadelen van kunsthars: zwaarder, duurder, vergeelt na verloop van tijd door blootstelling aan zonlicht. 
Voordelen van vinyl: lichter, goedkoper.
Nadelen van vinyl: gevoelig voor vlekken door verf.

## Prijs
De prijzen zijn afhankelijk van de grootte, soort (vinyl of kunsthars), herkomstland (China maakt goedkopere poppen dan Japan en Korea), bijgeleverde accessoires en beschildering. Bij de meeste bedrijven kun je kiezen voor een full-set (compleet met pruik, ogen, kleding en een paar schoenen), een standaard set (alleen pruik en ogen; voor beschildering moet je bijbetalen) of een blanco BJD. Bij de volgende voorbeelden gaan we uit van een standaard set.
Tweedehands kunnen BJD óf goedkoper zijn, vooral in geval van beschadiging, óf een stuk duurder, vooral als het om gelimiteerde poppen gaan of als ze bijzonder mooi beschilderd zijn.

## Formaat
Niet alle poppen vallen onder een bepaalde categorie en er zijn zeer veel verschillende groottes, maar qua formaat zijn er drie hoofdcategorieën: 
- Tiny (tot ongeveer 30 cm). De meeste tiny's hebben kinderlijke verhoudingen, maar er zijn ook poppen met een volwassener lichaam. Deze grootte ontleent zich goed voor het maken van elfjes en feeën. Binnen deze categorie is er zeer veel variatie in lengte. De prijzen variëren van $140 tot $300.
- Mini/MSD (ongeveer 40 cm). MSD (Mini Super Dollfie) is de naam die Volks aan zijn mini's geeft, maar tegenwoordig wordt deze term ook gebruikt om poppen van deze grootte aan te duiden. Een andere benaming voor deze poppen is 1/4, omdat hun schaal 1:4 is. Net als tiny's zijn de meeste mini's gemaakt om er als kinderen uit te zien, hoewel sommige eigenaren hen als volwassenen beschouwen. Er zijn een aantal bedrijven die meer volgroeide mini's maken, waaronder Narindoll (Narin/Narea), Alchemic Lab (Unoa) en Limhwa (Limho Mono). De prijzen variëren van $140 tot $400.
- SD (55 cm en langer). SD (kort voor 'Super Dollfie) wordt gebruikt om poppen van rond de 60cm aan te duiden, en minder vaak voor die van 70 of 80 cm omdat deze qua formaat erg afwijken van de gemiddelde SD. Meestal wordt de naam van het bedrijf of de mold gebruikt om de lengte aan te duiden, zoals Hound-size (70 cm). Een andere benaming voor dit formaat is 1/3, omdat ze op een schaal van 1:3 gemaakt worden. Vrijwel alle SD's zijn volwassen en anatomisch correct, en dit is de populairste en grootste categorie. Vooral de grotere poppen kunnen zwaar zijn en dit kan een bezwaar zijn, maar de hoofden zijn makkelijker te beschilderen en realistischer dan die van kleinere poppen. De prijzen variëren van $400 tot $700, hoewel sommige poppen van Chinese bedrijven onder de $400 zitten.